# Maladie des proliférations du pommier
La maladie des proliférations du pommier, ou en langage courant la prolifération du pommier, est une maladie causée par un phytoplasme qui affecte principalement les pommiers. Présente en Europe, en Inde et en Afrique du Sud, cette maladie, qui attaque presque tous les cultivars, a une grande incidence économique car elle diminue la qualité des fruits et la vigueur des arbres, dont elle augmente la sensibilité à l'oïdium.
Les arbres malades ont une vigueur plus faible et des zones nécrotiques peuvent se développer sur l'écorce. Les fruits, nettement plus petits, en taille et en poids, que la normale, ont un taux réduit de sucres et d'acides. Le développement des bourgeons axillaires donne naissance à des balais de sorcière qui apparaissent en divers endroits de l'arbre.
Le mode de transmission de l'infection par le phytoplasme est mal connu, mais semble être possible par des insectes vecteurs, cicadelles, ainsi que par greffage ou par fusion racinaire.  Elle ne se fait pas par les graines ni par le pollen.
Le moyen de lutte le plus efficace est le choix de porte-greffe résistants.

Les pommiers sauvages du berceau de la pomme, dans le massif du Tian Shan (sud Kazakhstan et nord Kyrgyzstan et la vallée de la rivière Ili (du nord de la Chine au sud du Kazakhstan dans le lac Balkhach), forment des forêts composées de Malus sieversii, l'ancêtre des pommiers, et d'autres espèces sauvages. Ces forêts offrent une richesse génétique étroitement associée à son extrême résistance aux maladies, qui l'ont fait désigner comme le (seul possible) futur pour les cultivars.